# Michel Proulx
Michel Proulx O.Praem., né le 11 octobre 1962 à Saint-Lambert (Québec), est un prêtre catholique nommé évêque de Bathurst le 28 octobre 2023 par le pape François.

## Biographie
Michel Proulx est né le 11 octobre 1962 à Saint-Lambert, au Québec. 
Il fait sa profession solennelle au sein des Prémontrés le 6 juin 1983, et est ordonné prêtre le 22 avril 1960.
Il est professeur régulier à la Faculté de théologie de l’Institut de Pastorale des Dominicains, à Montréal (2014-2020)
Michel Proulx est l’auteur de plusieurs livres.
Il est nommé évêque de Bathurst le 28 octobre 2023 par le pape François,, et ordonné comme tel par Guy Desrochers le 25 janvier 2024, assisté de Valéry Vienneau et de Daniel Jodoin .